# Zabga (Boussouma)
Pour les articles homonymes, voir Zabga.
Zabga est une localité située dans le département de Boussouma de la province du Boulgou dans la région Centre-Est au Burkina Faso.

## Démographie
| 2003  | 2006  | 2012 |
| ----- | ----- | ---- |
| 1 974 | 2 175 | -    |

En 2006, sur les 2 175 habitants du village – regroupés en 414 ménages – 58,3 % étaient des femmes, près 47,8 % avaient moins de 14 ans, 46 % entre 15 et 64 ans et environ 5,6 % plus de 65 ans.

## Éducation et santé
Le centre de soins le plus proche de Zabga est le centre de santé et de promotion sociale (CSPS) de Boussouma tandis que le centre de médical avec antenne chirurgicale (CMA) de la province se trouve à Garango.
Zabga possède une école primaire publique.